# Rupert Bear
Rupert, o Urso é um personagem inglês de histórias em quadrinhos, criado por Mary Tourtel e retratado pela primeira vez em 8 de novembro de 1920, no jornal britânico Daily Express. Ao longo dos anos, Rupert ganhou revistas, livros e séries de televisão ao redor do mundo. Ele foi criado para rivalizar com as tiras do Daily Mail e do Daily Mirror, tendo como concorrentes, "Teddy Tail" (um rato) e "Pip, Squeak e Wilfred" (um cachorro, pinguim e coelho).
Rupert é um urso branco, com roupas casuais elegantes e um rosto sem rugas, nunca envelhecido, vivendo uma vida sem culpa no meio da Inglaterra em Nutwood, (Nozópolis, no português) com uma família e amigos irrepreensíveis. Jovem de espírito aventureiro, Rupert gosta de viajar, conhecer novos amigos e desmascarar vilões.
Rupert começou como um urso pardo, mas ficou branco para economizar tinta, durante a produção de suas tiras.
Em cem anos, ele teve apenas cinco ilustradores. Mary Tourtel, que o criou, era uma artista casada com um editor sênior da Express. Tourtel continuou desenhando até que sua visão falhou em 1935.
Alfred Bestall o desenhou por quase 40 anos, tornando-o sutilmente menos pessimista do que o original de Tourtel, e continuou fazendo capas completas para os anuários por anos depois que ele desistiu da tira diária.
Ele foi sucedido por James Henderson, Ian Robinson e Stuart Trotter, que assumiram os desenhos em anos mais recentes.
Rupert apareceu em animações e em um filme, intitulado "Rupert and the Frog Song", de 1984, de Paul McCartney. O curta metragem, produzido por McCartney ganhou o British Academy Award, e gerou o hit "We All Stand Together", que foi sucesso nas paradas musicais do Reino Unido.
Em 1970, Rupert foi retratado de maneira ilegal e grosseira, na edição da revista norte-americana, chamada Oz, onde a cabeça e o lenço do inocente personagem foram sobrepostos a um desenho obsceno de Robert Crumb, que o levou ao tribunal. Os donos dos direitos autorais sobre Rupert, ganharam o caso.

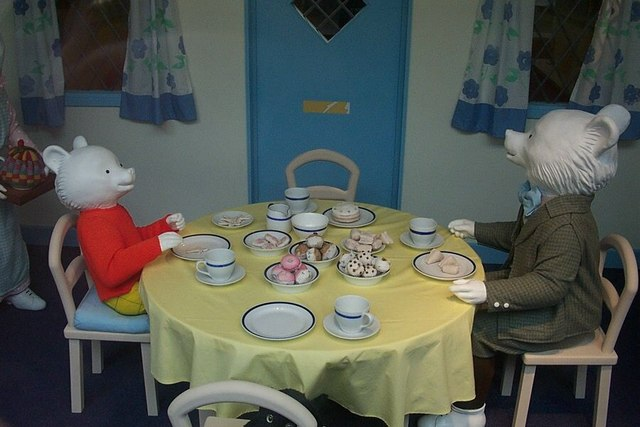
Rupert Bear Museum, em Canterbury, Inglaterra.

Muitas das paisagens de Rupert são inspiradas na região de Snowdonia e Vale of Clwyd na parte norte do País de Gales.
Na Inglaterra existe no Canterbury Heritage Museum, próximo à cidade de Londres, uma ala dedicada ao personagem, em homenagem à herança literária e cultural deixada através de quase um século de existência.[carece de fontes?] O espaço inaugurado em 2003, exibe atividades de recreação infantil e uma coleção das publicações originais dos primeiros livros de Rupert, como a primeira edição do Rupert Bear Annuals (1936). É chamado de "museu do Rupert". Em 2010, foi comemorado no museu, com autógrafos dos cartunistas e exposições especiais sobre o personagem, o nonagésimo aniversário do urso inteligente e aventureiro, que no ano de 2020, completa seu primeiro centenário. Rupert, percorreu as décadas, fazendo parte da infância de gerações muito distintas de humanos, porém inspirando em cada uma, o mesmo ideal: ser corajoso, respeitoso, honesto, verdadeiro consigo e nunca temer as surpresas que a vida nos traz.

## Rupert nos livros
Rupert possui um grande número de livros publicados desde sua primeira aparição nas tiras do Daily Express. Cerca de 50 milhões de cópias foram vendidas em todo o mundo. Atualmente, Rupert é publicado todos os anos nas edições do livro, Rupert Bear Annuals.[carece de fontes?] Desde 2008 seu atual ilustrador oficial é o britânico, Stuart Trotter. 
| Ano        | Série                      | Volumes    |
| ---------- | -------------------------- | ---------- |
| 1936-Atual | Rupert Bear Annuals        | 85 em 2020 |
| 1928-1936  | Rupert Little Bear Library | 64         |
| 1991       | Brainwaves Limited         | 4          |

## Rupert nas mídias visuais
Ver também: Rupert (série)
Ao longo dos anos, muitas séries de desenhos animados, filmes e jogos de videogames foram produzidos, retratando as clássicas histórias de Rupert e seus amigos. Segundo o portal BBC News, no ano 2000 a produtora canadense Nelvana, fez planos para produção de um longa-metragem sobre Rupert, nos estúdios de Hollywood, mas o projeto não foi concretizado. As séries  produzidas ao longo das décadas, foram distribuídas para 28 países.

### Séries
| Ano       | Título                           |
| --------- | -------------------------------- |
| 1970-1977 | The Adventures of Rupert Bear    |
| 1985-1988 | Rupert                           |
| 1991-1997 | Rupert                           |
| 2006-2008 | Rupert Bear, Follow the Magic... |

### Filme
| Ano  | Título                   | Nota                                   |
| ---- | ------------------------ | -------------------------------------- |
| 1984 | Rupert and the Frog Song | Escrito e produzido por Paul McCartney |

### Videogames
| Ano  | Título                          | Produtora  |
| ---- | ------------------------------- | ---------- |
| 1985 | Rupert and the Toymaker's Party | Quicksilva |
| 1986 | Rupert and the Ice Castle       | Bug-Byte   |